# Gallant (Alabama)
Gallant es un lugar designado por el censo ubicado en el condado de Etowah en el estado estadounidense de Alabama. En el año 2010 tenía una población de 855 habitantes.

## Geografía
Gallant se encuentra ubicado en las coordenadas 33°59′58″N 86°14′43″O / 33.99944, -86.24528.